# Kuller József
Kuller József (Marcali, 1951. november 28. –) sportoló, edző, igazgatásszervező, középiskolai tanár, sportvezető, testnevelőtanár, üzemmérnök, vállalatvezető.

## Sportolóként
20 évig a Pécsi Vasutas Sport Kör birkózója volt.

## Sportvezetőként
1986 és 1993 a Magyar Birkózó-szövetség főtitkára, majd a szövetség alelnöke volt. 1994-2000 között a budapesti Spartacus alelnökeként tevékenykedett. 1996-ban a belügyminiszter az Országos Testnevelési és Sporthivatal Elnökének javasolta, államtitkári rangba. A miniszterelnök végül nem őt nevezte ki. Pártonkívüli. A SOTE Testnevelési és Sporttudományi karának (TF) tanácsnoka. 2012 óta a Magyar Edzők Társasága, felügyelő bizottságának elnöke.

## Üzletemberként
Az Ingatlanbank Holding Zrt. vezérigazgatója. Nagy beruházások finanszírozására és lebonyolítására van kiképezve. A műszaki pályán, az intézményes idősgondozás és a sportirányítás terén rendelkezik tapasztalattal.

## Tanulmányai
- Műszaki Főiskola
- Tanárképző Főiskola
- Testnevelési Főiskola
- Testnevelési Egyetem
- Közgazdaságtudományi és Államigazgatási Egyetem

## Díjai elismerései
A St. Lázár lovagrend 2012-ben a lovagjai közé fogadta
Magyarorszag Köztársasági Elnöke 2024. Augusztus 20. - án " Magyar Érdemrend Lovagkeresztje" kitüntetesben részesítette.